# Mizérieux
Mizérieux és un municipi francès situat al departament del Loira i a la regió d'Alvèrnia-Roine-Alps. L'any 2007 tenia 303 habitants.

## Demografia

### Població
El 2007 la població de fet de Mizérieux era de 303 persones. Hi havia 113 famílies de les quals 21 eren unipersonals (14 homes vivint sols i 7 dones vivint soles), 42 parelles sense fills, 46 parelles amb fills i 4 famílies monoparentals amb fills.
La població ha evolucionat segons el següent gràfic:
Habitants censats

### Habitatges
El 2007 hi havia 137 habitatges, 117 eren l'habitatge principal de la família, 14 eren segones residències i 7 estaven desocupats. 133 eren cases i 4 eren apartaments. Dels 117 habitatges principals, 99 estaven ocupats pels seus propietaris, 15 estaven llogats i ocupats pels llogaters i 3 estaven cedits a títol gratuït; 2 tenien dues cambres, 4 en tenien tres, 35 en tenien quatre i 76 en tenien cinc o més. 92 habitatges disposaven pel capbaix d'una plaça de pàrquing. A 40 habitatges hi havia un automòbil i a 69 n'hi havia dos o més.

### Piràmide de població
La piràmide de població per edats i sexe el 2009 era:
| Homes | Edats   | Dones |
| ----- | ------- | ----- |
| 0     | 95 o +  | 0     |
| 0     | 90 a 94 | 0     |
| 0     | 85 a 89 | 0     |
| 4     | 80 a 84 | 0     |
| 8     | 75 a 79 | 12    |
| 8     | 70 a 74 | 4     |
| 0     | 65 a 69 | 12    |
| 4     | 60 a 64 | 0     |
| 4     | 55 a 59 | 0     |
| 16    | 50 a 54 | 20    |
| 4     | 45 a 49 | 8     |
| 4     | 40 a 44 | 4     |
| 8     | 35 a 39 | 16    |
| 12    | 30 a 34 | 8     |
| 4     | 25 a 29 | 0     |
| 4     | 20 a 24 | 0     |
| 4     | 15 a 19 | 16    |
| 8     | 10 a 14 | 16    |
| 8     | 5 a 9   | 4     |
| 4     | 0 a 4   | 4     |

## Economia
El 2007 la població en edat de treballar era de 204 persones, 158 eren actives i 46 eren inactives. De les 158 persones actives 151 estaven ocupades (81 homes i 70 dones) i 8 estaven aturades (4 homes i 4 dones). De les 46 persones inactives 16 estaven jubilades, 13 estaven estudiant i 17 estaven classificades com a «altres inactius».

### Ingressos
El 2009 a Mizérieux hi havia 130 unitats fiscals que integraven 344 persones, la mediana anual d'ingressos fiscals per persona era de 16.858,5 €.

### Activitats econòmiques
Dels 12 establiments que hi havia el 2007, 1 era d'una empresa de fabricació d'altres productes industrials, 3 d'empreses de construcció, 2 d'empreses de comerç i reparació d'automòbils, 1 d'una empresa de transport, 1 d'una empresa d'hostatgeria i restauració, 1 d'una empresa d'informació i comunicació, 2 d'empreses immobiliàries i 1 d'una empresa de serveis.
Dels 3 establiments de servei als particulars que hi havia el 2009, 1 era un guixaire pintor, 1 lampisteria i 1 restaurant.
L'únic establiment comercial que hi havia el 2009 era una botiga de menys de 120 m².
L'any 2000 a Mizérieux hi havia 13 explotacions agrícoles que ocupaven un total de 322 hectàrees.

## Poblacions més properes
El següent diagrama mostra les poblacions més properes.